# Helena Olsson
Helena Olsson (4 januari 1965) is een voormalig tennisspeelster uit Zweden.
Samen met Carin Anderholm won zij de meisjesdubbelspelfinale van Roland Garros 1983 – zij speelden ook samen de verliezende juniorenfinale van Wimbledon 1983.
Op het WTA-toernooi van Båstad bereikte zij in 1982 de dubbelspelfinale, samen met de West-Duitse Myriam Schropp.
In 1983 speelde Olsson twee partijen in het Fed Cup-team van Zweden op het niveau van de Wereldgroep, samen met Catrin Jexell – zij wonnen van België maar verloren van de Verenigde Staten.